# Alberdink Thijm
Alberdink Thijm is een typetje uit het kinderprogramma Het Klokhuis, waarin hij zogenaamd een kookrubriek heeft. Het typetje werd gespeeld door Gijs de Lange.
Of zijn achternaam Alberdink Thijm luidt, of alleen Thijm met Alberdink als voornaam, is onduidelijk. In latere sketches wordt zijn naam zelden genoemd, waardoor hij eigenlijk vooral bekendstaat als "de vieze kok". 
Alberdink Thijm is kok van beroep. In de eerste sketches had hij een herkenningsmelodietje, 'Dat is het geheim van de kok Alberdink Thijm', gezongen door Edwin Rutten, met bijbehorend logo waaruit tevens de juiste spelling van zijn naam blijkt. Hij werkt ogenschijnlijk in een restaurant, maar de ruimte ziet er allerminst schoon en netjes uit. De onprofessionele sfeer wordt nog eens versterkt door Alberdink Thijms plat Rotterdamse manier van praten. Door het uitleggen en tonen van de walgelijkste of absurdste recepten sluit hij aan op de onderwerpen die in de betreffende aflevering van het programma centraal staan.

## Bekende sketches
- Hij verwerkt tranen en snot in zijn eigen versie van haaienvinnensoep.
- Dracula wordt verjaagd met het gerecht "blote billetjes in het gras".
- Hij heeft een speciaal recept voor het koken van Loeki de Leeuw om van diens flauwe filmpjes af te zijn.
- Hij laat zien dat kazen ook van de melk van andere zoogdieren dan koeien en schapen gemaakt kunnen worden (zoals zebra's, leeuwen en kangoeroes).